# LATAM Chile

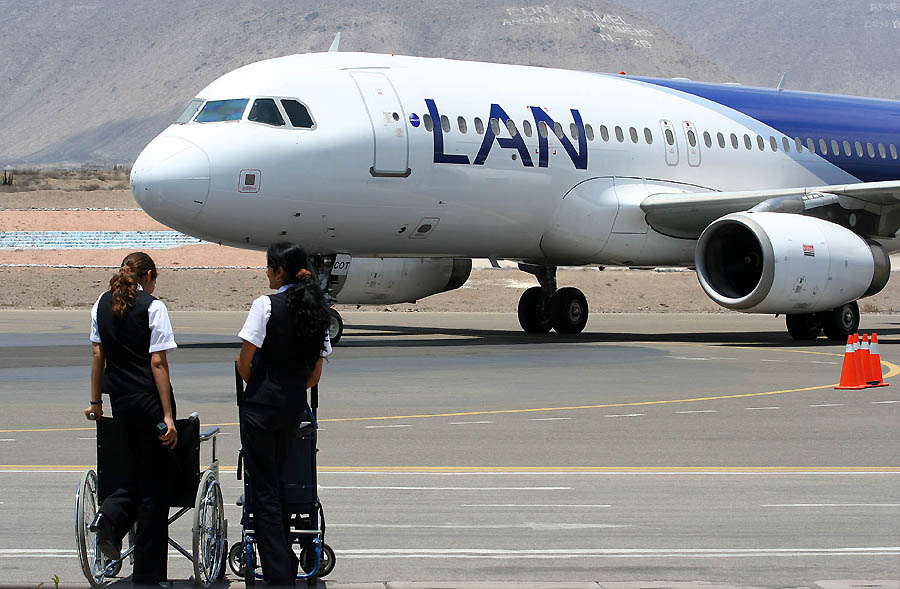
Airbus A320 w starym malowaniu linii

LATAM Airlines Chile – chilijskie linie lotnicze z siedzibą w Santiago. Są największymi liniami lotniczymi w Chile i jednymi z największych w Ameryce Południowej. Głównym hubem jest Port lotniczy Santiago de Chile.
Powstała z połączenia linii lotniczych TAM i LAN Airlines. Proces fuzji zakończono 22 czerwca 2012.

## Flota
Według stanu na maj 2025 flota LATAM Brasil składała się ze 151 samolotów o średnim wieku 10,8 lat:
| Samolot         | Samolot | Samolot   | Liczba miejsc | Liczba miejsc | Liczba miejsc | Uwagi |
| Model           | Aktywne | Zamówione | B             | E             | Łącznie       | Uwagi |
| --------------- | ------- | --------- | ------------- | ------------- | ------------- | ----- |
| Airbus A319-100 | 15      | -         | -             | 144           | 144           |       |
| Airbus A320-200 | 78      | -         | -             | 180           | 180           |       |
| Airbus A320neo  | 8       | 1         | -             | 174           | 174           |       |
| Airbus A321-200 | 18      | -         | -             | 220           | 220           |       |
| Airbus A321-200 | 18      | -         | -             | 224           | 224           |       |
| Boeing 767-300  | 9       | -         | 20            | 211           | 231           |       |
| Boeing 767-300  | 9       | -         | 20            | 213           | 233           |       |
| Boeing 787-8    | 10      | -         | 30            | 217           | 247           |       |
| Boeing 787-8    | 10      | -         | 20            | 251           | 271           |       |
| Boeing 787-9    | 26      | 3         | 30            | 270           | 300           |       |
| Boeing 787-9    | 26      | 3         | 30            | 283           | 313           |       |
| Łącznie         | 164     | 4         |               |               |               |       |